# Guitry, Eure
Guitry är en kommun i departementet Eure i regionen Normandie i norra Frankrike. Kommunen ligger i kantonen Écos som tillhör arrondissementet Les Andelys. År 2018 hade Guitry 257 invånare.

## Befolkningsutveckling
Antalet invånare i kommunen Guitry
Referens:INSEE